# Мония
Монията (Monias benschi) е вид птица от семейство Mesitornithidae, единствен представител на род Monias. Видът е световно застрашен, със статут Уязвим.

## Разпространение и местообитание
Разпространен е в Мадагаскар.